# Katsuyoshi Kuwahara
Katsuyoshi Kuwahara (Prefectura de Shizuoka, 30 de maig de 1944) és un futbolista japonès que disputà dos partits amb la selecció japonesa.